# Ondrašovce
Ondrašovce este o comună slovacă, aflată în districtul Prešov din regiunea Prešov. Localitatea se află la altitudinea de 468 m deasupra n.m., se întinde pe o suprafață de 4,36 km2 și în 2017 număra 55 de locuitori.

## Istoric
Localitatea Ondrašovce este atestată documentar din 1427.

## Demografie
| An:                | 1994 | 2004   | 2014   | 2024   |
| ------------------ | ---- | ------ | ------ | ------ |
| Număr de persoane: | 60   | 64     | 58     | 59     |
| Diferență:         |      | +6,66% | −9,37% | +1,72% |

| An:                | 2023 | 2024   |
| ------------------ | ---- | ------ |
| Număr de persoane: | 62   | 59     |
| Diferență:         |      | −4,83% |